# 행복충전 백세인
《행복충전 백세인》은 대한민국의 KBS 2TV에서 제작・방송되었던 건강 전문 프로그램이다.

## 역대 진행자
- 김병찬, 노현정
- 김병찬, 신성원